# Claude Roux (botaniste)
 (décembre 2021).
Pour les articles homonymes, voir Roux et Claude Roux.
Claude Roux est un lichénologue français né le 19 octobre 1945 à Orange (Vaucluse).

## Biographie
Après un court passage (1969-1975) dans l’enseignement secondaire comme professeur de biologie et géologie, il est recruté au CNRS en 1975. Rattaché au Laboratoire de botanique à l’Institut méditerranéen d’écologie et de paléoécologie de Marseille, il y consacre ses recherches à l’étude des lichens (systématique, floristique, phytosociologie…). Il acquiert rapidement une réputation internationale dans cette discipline et publie avec Georges Clauzade dès 1985 un ouvrage majeur pour l’identification des lichens d’Europe occidentale (Likenoj de okcidenta Eŭropo) puis en 1989 la première flore mondiale des champignons lichénicoles non lichénisés (Nelikeniĝintaj fungoj likenloĝaj).
Ces publications en espéranto illustrent par ailleurs l’engagement constant de Claude Roux pour la reconnaissance de cette langue construite (il est président de l’Institut français d'espéranto jusqu'en 2007).
Au cours de sa carrière son nom a été donné à plusieurs espèces nouvelles de lichens, et un nom de genre (Claurouxia) lui est dédié.

## Publications
- avec Clauzade G., Likenoj de okcidenta Eŭropo. Ilustrita determinlibro, 1984
- avec Clauzade G. et Diederich, P., Nelikeniĝintaj fungoj likenloĝaj. Ilustrita determinlibro, 1989
- Catalogue des lichens et champignons lichénicoles de France métropolitaine, 2014. Des Abbayes édit., Fougères (Ille-et-Vilaine), 1525 p.
- Le Genre Strigula (Lichens) en Europe et en Macaronésie
- Weddellomyces protearius sp. nov. et Lichenochora xanthoriae, champignons lichénicoles non lichénisés parasites de Caloplaca proteus, p. 433
- Bellemerella trapeliae gen. et sp. nov., ascomycète lichénicole non lichénisé (Verrucariales, Verrucariaceae), p. 441
- A further new species of Strigula from Europe (2005)
- Site personnel regroupant l'ensemble de ses publications.